# Гіпербатон
Гіпербатон — фігура мови, при якій тема висловлювання виділяється шляхом постановки на початок або кінець фрази; при цьому також може розриватися синтаксичний зв'язок. Іншими словами, гіпербатон — роз'єднання суміжних слів.
Гіпербатон використовується в основному для посилення виразності мовлення. Гіпербатон - фігура досить витончена, залишає враження химерності, а тому він рідко використовується в розмовній мові. Однак ця фігура нерідко застосовується в поезії, або аналітичних та інших наукових документах для виділення суті.